# 张勇 (1953年)
张勇（1953年9月—），男，河北平山人，生于北京，中华人民共和国政治人物。1969年8月参加工作，1974年3月加入中国共产党，发展经济学硕士，高级经济师。曾任国务院副秘书长、国家食品药品监督管理总局局长兼党组书记，国家发展和改革委员会副主任、党组成员（正部长级）。曾任十三届全国政协常委、农业和农村委员会副主任。中共十七大、十八大、十九大代表，中共十八届中纪委委员。

## 生平
曾在黑龙江生产建设兵团、解放军部队、北京真空仪表厂、北京微波通讯设备厂工作。1979年至1983年在中国人民大学学习。
1983年后，在国家计委固定资产投资司和国家开发银行综合计划局、国际金融局以及国家计委经济政策协调司工作，先后任副处长、处长、副局长、局长、司长职务。
2001年1月起，任国务院办公厅秘书二局政务专员兼副局长、局长。2003年，担任国务院副秘书长。2010年，后兼任国务院食品安全委员会办公室主任。2013年，任国家食品药品监督管理总局局长、党组书记。2015年2月，转任国家发展和改革委员会副主任（正部级）。
2015年4月24日，被免去国务院副秘书长职务。2018年，任第十三届全国政协委员、常委、全国政协农业和农村委员会副主任。2020年7月，国务院免去张勇的国家发改委副主任职务。